# Lemania
Lémania (Леманья́) — швейцарская компания, специализируется на выпуске высокоточных механических хронографов с набором сложных функций. Входит в состав The Swatch Group Ltd.

## История
Компания была основана в 1884 году Альфредом Лугрином под названием «A. Lugrin» и специализировалась на выпуске сложных механизмов, особое внимание уделяя хронографам. Название Lémania было принято в 1920-х годах, кроме того с 1930-х годов стали выпускаться часы под этой торговой маркой.
В 1932 году Lémania вошла в корпорацию SSIH, в которой состояли Tissot и Omega. При этом бо́льшую часть наработок использует в своих часах Omega.

В 1980 году SSIH объявил о том, что Lémania выходит из их корпорации. Годом позже компания была выкуплена её руководством. При этом происходит смена названия на «Nouvelle Lémania», а также прекращается выпуск часов и компания целиком переключается на производство механизмов.
В 1992 году Lémania была выкуплена часовой компанией Breguet, а в 1999 году, в свою очередь Swatch Group приобретает Breguet и с тех пор Lémania занимается разработкой и производством механизмов исключительно для компаний, входящих в The Swatch Group Ltd.